# Huyền thoại Rodney Cox
Huyền thoại Rodney Cox là truyền thuyết thành thị kể rằng một người đàn ông, đôi khi được đặt tên là Robert Cox, đã bị chính Tổng thống Mỹ Thomas Jefferson xử tử vì tội phản quốc. Không có bằng chứng xác thực nào cho thấy sự hiện diện của Cox hoặc Jefferson đã tự tay hành quyết bất kỳ ai, nhưng truyền thuyết thành thị này vẫn tồn tại. Tin đồn về Cox dường như bắt nguồn từ nội dung trong bộ phim năm 2001 có tựa đề Swordfish.